# Karl und Veronica Carstens-Stiftung
Die Karl und Veronica Carstens-Stiftung ist eine seit 1982 aktive Stiftung mit Sitz in Essen. Ihr Zweck ist die Förderung von Naturheilkunde und Komplementärmedizin. Die Stiftung wird zu großen Teilen durch einen Förderverein namens Natur und Medizin gefördert.

## Geschichte
Die Stiftung wurde am 21. Dezember 1981 von der Ärztin, Homöopathin und Alternativmedizinerin Veronica Carstens und ihrem Ehemann, dem damaligen deutschen Bundespräsidenten Karl Carstens, als Stiftung zur Förderung der Erfahrungsheilkunde gegründet, mit dem Zweck der „Förderung der wissenschaftlichen Durchdringung von Naturheilkunde und Homöopathie“. 1989 wurde sie umbenannt und trägt seither den Namen der Stifter. Anders als eine Kapitalstiftung verfügt sie über keine signifikanten Eigenmittel, aus deren Erträgen sie ihre Aktivitäten finanziert, sondern greift dazu auf Spenden zurück, die durch den 1983 ergänzend gegründeten Förderverein Natur und Medizin eingeworben werden.
Von 1983 bis 2000 vergab sie auf diese Weise rund 12 Millionen DM an rund 120 Projekte, davon 10 Millionen DM für Forschungsprojekte und Strukturförderungmaßnahmen sowie 1,6 Millionen DM zur Nachwuchsförderung. Seit 1994 betrug die Fördersumme für homöopathische Projekte jährlich zwischen 562.000 € und 767.000 €.

## Zweck und Aktivitäten

### Stiftung
Die Stiftung hat die Vision, dass Ärzte in Zukunft sowohl Naturheilkunde und Homöopathie als auch die konventionelle Medizin beherrschen, um entscheiden zu können, welches Vorgehen am besten helfe. Ihre Förderungen erstrecken sich auf verschiedene Disziplinen der Komplementärmedizin, darunter Homöopathie, Phytotherapie, Kneipp-Medizin, Akupunktur/TCM, Kinesiologie und Elektroakupunktur.
Die Stiftung hat nach Eigenangaben seit ihrer Gründung rund 30 Millionen Euro an Fördermitteln vergeben. Damit versucht sie, ihren Einfluss an den Universitäten auf vielen Ebenen massiv zu erweitern. So hat sie mit einer Million Euro über einen Zeitraum von 5 Jahren eine Professur für Komplementärmedizin/Integrative Medizin an der Berliner Universitätsklinik Charité finanziert. Neben der administrativen Unterstützung von Universitäten, die Homöopathie als Wahlpflichtfach anbieten und der Förderung studentischer Arbeitskreise, werden auch medizinische Doktorarbeiten finanziell gefördert. Zudem wird das Wilseder Forum (studentische Arbeitskreise Homöopathie), ein zweimal jährlich veranstaltetes Homöopathie-Camp, finanziell und logistisch unterstützt.

### Verein
Natur und Medizin ist als gemeinnütziger Verein im Vereinsregister beim Amtsgericht Essen eingetragen. Der Vorstand des Vereins besteht aus vier Personen (Vorsitz: Anna Paul, Beatrix Sonanini, Andreas Michalsen, Peter Anders), die Mitgliederversammlung besteht aus 14 ordentlichen, stimmberechtigten Mitgliedern.
Zweck des Vereins ist laut Satzung: „Natur und Medizin e.V. ist die Fördergemeinschaft der Karl und Veronica Carstens-Stiftung. Sie wurde mit dem Ziel gegründet, Hochschulmedizin, Naturheilkunde und Homöopathie partnerschaftlich miteinander zu verbinden und Patienten über Möglichkeiten und Grenzen der Komplementärmedizin aufzuklären.“
Nach eigenen Angaben hat der Förderverein Natur und Medizin etwa 20.000 Mitglieder (Stand 2023) und finanziert sich ausschließlich über deren Beiträge sowie Einzelspenden, Nachlässe, Zustiftungen und Schenkungen. Zwischen 1983 und 2015 hat der Verein nach eigenen Angaben insgesamt rund 35 Millionen Euro an Mitteln gesammelt, wovon rund 28 Millionen Euro für Forschungsprojekte an die Carstens-Stiftung flossen und der übrige Teil für Informationsarbeit (Patientenveranstaltungen, Telefonberatung, Drucksachen) sowie die Verwaltung aufgewendet wurde.
Das Informationsangebot von Natur und Medizin umfasst eine Buchreihe von Patientenratgebern, eine zweimonatlich erscheinende Zeitschrift, inklusive der Sammelreihe „Kompass Komplementärmedizin“, einen Arzt- und Klinik-Suchdienst sowie Einzelfallberatungen durch naturheilkundliche Ärzte.

## Kritik
Markus Grill und Veronika Hackenbroch bezeichnen die Stiftung 2010 in einem Artikel des Spiegels als „Lobbyverein“ der Homöopathie. Mit 1,5 Millionen Euro jährlich würde keine andere Institution diese an deutschen Hochschulen so massiv fördern. Die Stiftung stelle allen medizinischen Fakultäten in Deutschland finanzielle Unterstützung in Aussicht, wenn sie Homöopathie als Wahlpflichtfach für die Studenten anbieten würden. Dieser Kritik schloss sich auch Bernd Kramer in einem Artikel der Zeitung taz an. Bei der von der Stiftung finanzierten Professur für Komplementärmedizin an der Berliner Charité gehe es offenbar nicht um eine ernsthafte Überprüfung der Komplementärmedizin, sondern lediglich „um wissenschaftlich bemäntelte Bestätigung“. Edzard Ernst kritisiert die Lehrstuhlinhaberin Claudia Witt für deren Einstellung, die Wirksamkeitsnachweise nach den etablierten Kriterien der evidenzbasierten Medizin für alternativmedizinische Behandlungsmethoden für unangemessen zu halten.